# Skrockebergs naturreservat
Skrockeberg är ett naturreservat i Slättåkra socken i den nordöstra delen av Halmstads kommun i Halland.
Reservatet är beläget nordväst om Spenshult, är skyddat sedan 1996 och är 51 hektar stort. Till största delen är området bevuxet med barrskog men här finns även en del lövträd. Gamla och döende bokar ger skogen en speciell prägel. De gamla bokarna är värdefulla växtplatser för ovanliga mossor och lavar. Här finns mer än 40 rödlistade arter. Duvhök, bivråk och spillkråka finns i området.